# Ode to Kirihito
Ode to Kirihito (яп. きりひと讃歌, Kirihito Sanka, укр. Ода до Кіріхіто) — японська серія манґи Осаму Тедзуки. Вона виходила в Японії в журналі Big Comic у 1970-1971 роках.
Цей серіал розповідає про героїчного молодого лікаря на ім'я Кіріхіто Осанай та його спроби вилікувати дивну хворобу, яка деформує жертв так, що вони стають схожими на людей-собак. Він сам заражається хворобою і вирушає в дику одіссею по всьому світу, де його викрадають і жорстоко поводяться з ним невігласи і допитливі. На своєму шляху він також зустрічає дивних союзників і ще більш дивних ворогів.

## Сюжет
Невиліковна хвороба, відома як Монмоу, випадки якої зустрічаються лише в селі Інугамісава в горах префектури Токусіма, змушує кістки всього тіла одночасно стискатися і розширюватися на кінцях, перетворюючи хворого на собаку, і врешті-решт призводить до смерті. Доктор Тацугаура з Університетської лікарні М планує опублікувати свою теорію про те, що Монмоу — це вірус, і завоювати крісло президента медичного товариства (або JMA, «Японської медичної асоціації») завдяки силі цієї теорії. Кіріхіто Осанай, інтерн Університетської лікарні М, який завдяки своїй пристрасній натурі викликає загальну симпатію, є членом Асоціації молодих лікарів і з цієї причини Тацугаура недолюблює його. Йому доручають дослідити хворобу на місці, і він, попри бажання своєї нареченої Ідзумі, їде до Інугамісави.
Все відбувається так, як задумав Тацугаура. Осанай залишається в межах села і одружується з сільською дівчиною на ім'я Тадзу, і, одружившись з нею, Осанай врятований від гніву села, і більшість його односельців приймає його. Згодом Осанай захворює на Монмоу. Навіть Ідзумі, яка приїхала на його пошуки, не може знайти жодної зачіпки про його місцезнаходження. Тим часом ім'я Осанай за наказом Тацугаури викреслюють з реєстру лікарів Університету М. Осанай за допомогою Тадзу, яка любить його таким, який він є, з'ясовує, що причина хвороби Монмоу пов'язана зі старим шаром, який розчинився у річковій воді. Згодом йому вдається подолати симптоми хвороби.
Тадзу вбиває ґвалтівник, і, незважаючи на те, що Осанай все ще має собачу шерсть на обличчі та тілі, він вирушає на пошуки самопізнання, пообіцявши, що колись помститься за неї. Він перетинає океан до Тайваню, а потім до Сирії, блукаючи без мети. По дорозі він зазнає багато випробувань, зокрема втрачає Рейку, циркову артистку, яка допомогла йому втекти від тайванського мільйонера-садиста.
Тим часом план Тацугаури впевнено реалізується в Японії. Урабе, колега Осаная, привозить Хелен з південноафриканського монастиря, яка заразилася Монмоу. Урабе пояснює, що Хелен пила забруднену воду, і це підтверджує теорію Осаная про ендемічність хвороби Монмоу. Він показує її на медичній конференції, де Тацугаура виступає з доповіддю. У день виборів президента JMA Осанай з'являється на місці голосування і розкриває план Тацугаури, який він виношував весь цей час. Тацугаура перемагає на виборах, незважаючи на одкровення Осаная, але занедужує на Монмоу. Відкидаючи різні докази того, що хвороба Монмоу не викликана вірусом, Тацугаура впадає в кому і помирає. Хелен також народжує здорову, не деформовану дитину від Урабе. Історія закінчується тим, що Осанай (все ще у своїй собачій подобі) повертається до Сирії, виконуючи обіцянку, яку він дав арабському селу, якому допомагав. Ідзумі вирішує піти за ним, і їхнє майбутнє залишається відкритим для читача.

## Сприйняття
На думку Карло Сантоса з Anime News Network, Ode to Kirihito — це глибока й емоційна манґа, що досліджує межі людяності через історію лікаря, який сам стає жертвою загадкової хвороби. Попри філософські теми, твір вирізняється динамічним сюжетом і виразними персонажами. Сантос відзначає художню майстерність Тедзуки, що виходить далеко за межі його більш відомих робіт, як-от Astro Boy. Хоча подорожі між країнами можуть здаватися надуманими, а деякі перекладацькі рішення — дивними, це не псує враження від справжньої класики манґи.
Джозеф Люстер з Otaku USA вважає її однією з найвизначніших манґ Тедзуки. Незвичайна історія про незрозумілу хворобу тримає в напрузі численними сюжетними поворотами, похмурою атмосферою та сміливими візуальними експериментами. Особливу увагу він приділяє глибокій психологічній розробці персонажів, зокрема складному образу лікаря Урабе. За його словами, це твір, до якого хочеться повертатися знову й знову.
Майкл Аронсон із Manga Life описує манґу як винятковий медичний трилер, що поєднує гостросоціальні теми з особистими драмами. Тут майже відсутній типовий для автора гумор, що додає історії трагічної глибини. Аронсон також звертає увагу на релігійну символіку, зокрема християнські мотиви, які додають твору багатошаровості. Попри розгалуженість сюжету, манґа залишається цілісною й вражаючою.